# Geert Stadeus
Geert Stadeus (Gent, 25 augustus 1964 - 27 november 2021) was een Vlaamse journalist en (scenario)schrijver.
Uitgeverij Manteau publiceerde in 1990 zijn roman ‘Een hond genaamd Sibelius’. Hij schreef sindsdien voor diverse media, als journalist, scenarist en humorleverancier. Sinds 2003 was hij hoofdredacteur van Snoecks en Snoecks Almanak Scheurkalender.
Hij schreef artikels voor Menzo, Humo, Panorama-De Post, Maxim, Het Laatste Nieuws, De Gentenaar/Het Nieuwsblad, De Standaard, Muziek & Woord en Snoecks.
Hij werkte mee aan televisieprogramma’s als De Slimste Mens ter Wereld (TV1/één); De Rechtvaardige Rechters (Canvas); De Rechters (Canvas); Zap! (TV1); De Mannen van de Macht (Canvas); In Alle Staten (Canvas); Nieuwe Maandag (TV1); 't Is maar TV (VTM) en Linx (VTM).
Hij overleed aan de gevolgen van een fietsongeval.
- Gemeinsame Normdatei: 1227473265
- International Standard Name Identifier: 0000 0003 9622 3251
- Library of Congress Control Number: n2013014262
- Nederlandse Thesaurus van Auteursnamen: 074781804
- Virtual International Authority File: 291143644
- WorldCat: E39PBJhGWfbdwb3tXxGHCGPPcP